# Кремер (Пенсільванія)
Кремер (англ. Kreamer) — переписна місцевість (CDP) в США, в окрузі Снайдер штату Пенсільванія. Населення — 742 особи (2020).

## Географія
Кремер розташований за координатами 40°47′55″ пн. ш. 76°58′20″ зх. д. / 40.79861° пн. ш. 76.97222° зх. д. (40.798713, -76.972280).  За даними Бюро перепису населення США в 2010 році переписна місцевість мала площу 3,22 км², з яких 3,21 км² — суходіл та 0,01 км² — водойми.

## Демографія
Згідно з переписом 2010 року, у переписній місцевості мешкали 822 особи в 336 домогосподарствах у складі 251 родини. Густота населення становила 255 осіб/км².  Було 349 помешкань (108/км²).
Расовий склад населення:
| - 98,3 % — білих - 0,7 % — чорних або афроамериканців - 0,2 % — корінних американців - 0,1 % — вихідців з тихоокеанських островів |

До двох чи більше рас належало 0,6 %. Частка іспаномовних становила 0,0 % від усіх жителів.
За віковим діапазоном населення розподілялося таким чином: 20,9 % — особи молодші 18 років, 64,3 % — особи у віці 18—64 років, 14,8 % — особи у віці 65 років та старші. Медіана віку мешканця становила 42,7 року. На 100 осіб жіночої статі у переписній місцевості припадало 97,1 чоловіків;  на 100 жінок у віці від 18 років та старших — 92,3 чоловіків також старших 18 років.
Середній дохід на одне домашнє господарство  становив 58 403 долари США (медіана — 49 702), а середній дохід на одну сім'ю — 63 326 доларів (медіана — 63 173). За межею бідності перебувало 11,5 % осіб, у тому числі 24,3 % дітей у віці до 18 років та 2,6 % осіб у віці 65 років та старших.
Цивільне працевлаштоване населення становило 397 осіб. Основні галузі зайнятості: освіта, охорона здоров'я та соціальна допомога — 30,2 %, виробництво — 29,2 %, транспорт — 7,8 %, мистецтво, розваги та відпочинок — 7,8 %.